# Euphorbia kimberleyana
Euphorbia kimberleyana es una especie fanerógama perteneciente a la familia de las euforbiáceas.  Es originaria de  Zimbabue.

## Descripción
Es una planta suculenta que alcanza un tamaño de 50 (-70) cm de alto y crece en grupos densos; las ramas  muestran segmentos adicionales de crecimiento, tienden a ser apicales de ± 50 mm de diámetro hacia los ápices pero adelgazando hasta los 25 mm hacia la base,

## Ecología
Se encuentra en suelo arenoso en la periferia del matorral, con Aloe suffulta y cercana de Euphorbia halipedicola y  Euphorbia lividiflora a una altitud de 1200 metros.
Está muy cercana de Euphorbia lugardae (N.E.Br.) Bruyns.

## Taxonomía
Euphorbia kimberleyana fue descrita por (G.Will.) Bruyns y publicado en Taxon 55: 413. 2006.
Etimología
Euphorbia: nombre genérico que deriva del médico griego del rey Juba II de Mauritania (52 a 50 a. C. - 23), Euphorbus, en su honor – o en alusión a su gran vientre –  ya que usaba médicamente Euphorbia resinifera. En 1753 Carlos Linneo asignó el nombre a todo el género.
kimberleyana: epíteto otorgado  en honor de Michal J. Kimberley (1934-), editor de la revista botánica Excelsa y coautor de Aloes de Zimbabwe.
Sinonimia
- Monadenium kimberleyanum G.Will.[6][7]